# كي هوشيكاواإ
كي هوشيكاواإ (باليابانية: 星川 敬) (29 مايو 1976 في طوكيو في اليابان – )؛ هو لاعب كرة قدم سابق كان يلعب كمهاجم.

## وصلات خارجية
- كي هوشيكاواإ على موقع Soccerway.com (الإنجليزية)